# Olympische Sommerspiele 1924/Teilnehmer (Rumänien)
| Gelbes Symbol für Goldmedaillen mit stilisierten Olympischen Ringen | Graues Symbol für Silbermedaillen mit stilisierten Olympischen Ringen | Braundes Symbol für Bronzemedaillen mit stilisierten Olympischen Ringen |
| ------------------------------------------------------------------- | --------------------------------------------------------------------- | ----------------------------------------------------------------------- |
| —                                                                   | —                                                                     | 1                                                                       |

Rumänien nahm an den Olympischen Sommerspielen 1924 in Paris mit einer Delegation von 35 Athleten teil. Nachdem 1900 in Paris nur ein Einzelteilnehmer gestartet war, waren dies die ersten Spiele, zu denen das Nationale Olympische Komitee eine Mannschaft entsandte. Die einzige Medaille gewann das Rugby-Team mit Bronze.

## Teilnehmer nach Sportarten

### Fußball
- Iosif Bartha, Achtelfinale
- Nicolae Bonciocat, Achtelfinale
- Aurel Guga, Achtelfinale
- Nicolae Hönigsberg, Achtelfinale
- Alexandru Kozovits, Achtelfinale
- Attila Molnár, Achtelfinale
- Ștefan Ströck, Achtelfinale
- Albert Ströck, Achtelfinale
- Mihai Tänzer, Achtelfinale
- Rudolf Wetzer, Achtelfinale
- Francisc Zimmermann, Achtelfinale

### Rugby
- Bronze 
Dumitru Armășel
Gheorghe Benția
Teodor Florian
Ion Gîrleșteanu
Nicolae Mărăscu
Teodor Marian
Sorin Mihăilescu
Paul Nedelcovici
Iosif Nemeș
Eugen Sfetescu
Mircea Sfetescu
Soare Sterian
Atanasie Tănăsescu
Mihai Vardală
Paul Vidrașcu
Dumitru Volvoreanu

### Schießen
- Vasile Ghițescu
Kleinkaliber liegend, 63. Platz
Freies Gewehr, 68. Platz
Freies Gewehr Mannschaft, 13. Platz

- Mihai Plătăreanu
Freies Gewehr Mannschaft, 13. Platz

- Constantin Țenescu
Kleinkaliber liegend, 65. Platz
Freies Gewehr, 19. Platz
Freies Gewehr Mannschaft, 13. Platz

- Simion Vartolomeu
Kleinkaliber liegend, 52. Platz
Freies Gewehr, 55. Platz
Freies Gewehr Mannschaft, 13. Platz

- Alexandru Vatamanu
Kleinkaliber liegend, 66. Platz
Freies Gewehr, DNF
Freies Gewehr Mannschaft, 13. Platz

### Tennis
- Gheorghe Lupu
Einzel, 2. Runde
Doppel 1. Runde

- Nicolae Mișu
Einzel, 1. Runde

- Alexandru Roman
Einzel, 2. Runde
Doppel 1. Runde